# André Guerrier
André Onésime Gaston Guerrier (Le Havre, 18 de dezembro de 1874 — data de morte desconhecida) foi um velejador francês, medalhista olímpico. Ele competiu nos Jogos Olímpicos de Verão de 1924 na classe 8 Metre e conquistou a medalha de bronze na disputa realizada a bordo do Namousse com Louis Charles Breguet, Pierre Gauthier, Robert Girardet e Georges Mollard.